# Eilica amambay
Eilica amambay är en spindelart som beskrevs av Norman I. Platnick 1985. Eilica amambay ingår i släktet Eilica och familjen plattbuksspindlar. Inga underarter finns listade i Catalogue of Life.